# André Charpak
André Charpak (Sarny, Polonia, 4 de septiembre de 1928 – Créteil, Francia, 23 de junio de 2006) fue un actor, guionista y director de origen polaco, nacionalizado francés.
Nacido en Sarny, que en aquel momento formaba parte de Polonia y en la actualidad de Ucrania, era hermano de Georges Charpak, galardonado con el Premio Nobel de Física.
Fue alumno del Lycée Henri IV, y falleció en 2006 en Créteil, Francia.

## Filmografía
Director y guionista
- 1964: Mayeux le bossu, con Jacques Dufilho
- 1964: La Vie normale
- 1967: Le Crime de David Levinstein
- 1970: La Provocation
- 1973: William Conrad, con Pierre Boulle

Actor
- 1958: En bordée, de Pierre Chevalier
- 1961: Les Cinq Dernières Minutes, episodio 19, de Claude Loursais
- 1962: Paludi (telefilm)
- 1965: La Dame de pique, de Léonard Keigel
- 1967: Le Crime de David Levinstein
- 1970: La Provocation, con Jean Marais[3]
- 1973: William Conrad (telefilm)
- 1973: Le Feu sous la neige (telefilm)
- 1973: Le Drakkar, de Jacques Pierre (telefilm)
- 1978: Meurtre sur la personne de la mer (telefilm)
- La Première Légion (telefilm)

## Teatro
- 1959: Solo, a partir de Fiódor Dostoyevski, escenografía
- 1963: Vautrin (adaptación de la obra de Honoré de Balzac)
- 1963: La Femme d'un autre et le mari sous le lit, de Fiódor Dostoyevski